# Bonito de Santa Fé
Bonito de Santa Fé este un oraș în Paraíba (PB), Brazilia.